# Kahja bej
Kahja bej (kahya bey) – tytuł urzędnika funkcjonującego w Imperium Osmańskim wchodzącego w skład Dywanu, gdzie odpowiadał za sprawy wewnętrzne.